# Constantine Phipps, 2:e baron Mulgrave
Constantine John Phipps, 2:e baron Mulgrave, född 19 maj 1744, död 10 oktober 1792 i Liège, var en brittisk upptäcktsresande och politiker, son till Constantine Phipps, 1:e baron Mulgrave, bror till Henry Phipps, 1:e earl av Mulgrave.
Phipps besökte tillsammans med Joseph Banks Eton College men lämnade skolan tidigt och gick tillsammans med sin farbror till sjöss. Han blev redan 1765 Commander och företog tillsammans med Banks, som deltog som naturforskare, en resa till Newfoundland.
Den 4 juni 1773 började Phipps med två fartyg, Racehorse och Carcass, en resa med målet geografiska nordpolen. Till manskapet räknades Horatio Nelson som senare blev nationalhjälte. Resan gick förbi Spetsbergen och vidare igenom Sjuöarna men vid 80° 48' nordlig bredd blev ismassorna för mycket och de bestämde sig för hemresan. I samband med expeditionen beskrev Phipps som förste européer isbjörnen och ismåsen. Dessa studier utgavs 1774 i boken A Voyage towards the North Pole undertaken ... 1773.
Mellan 1768 och 1790 var Phipps huvudsakligen medlem i Brittiska underhuset. Efter sin fars död blev han baron Mulgave. På så sätt fick han pärsvärdighet i Irland och 1790 samma värdighet i England och därmed ett säte i House of Lords.
Auktorsnamnet Phipps kan användas för Constantine Phipps, 2:e baron Mulgrave i samband med ett vetenskapligt namn inom botaniken; se Wikipediaartiklar som länkar till auktorsnamnet.